# Yubisaki kara Honki no Netsujō
Yubisaki kara Honki no Netsujō: Charao Shōbōshi wa Massugu na Me de Watashi wo Daita (指先から本気の熱情～チャラ男消防士はまっすぐな目で私を抱いた～?) es una serie de manga japonesa de Tanishi Kawano. Una adaptación al anime de ComicFesta se emitió de julio a septiembre de 2019 bajo el título Yubisaki kara Honki no Netsujō: Osana Najimi wa Shōbōshi en dos versiones. Una segunda temporada se emitió de julio a agosto de 2021.

## Sinopsis
Ryo Fujihashi, un oficinista de 24 años, es amigo de la infancia de Souma Mizuno, un bombero. Ella planea ponerlo en contacto con un compañero de trabajo de su oficina, pero asume que la razón por la que sus citas fracasan es por sus maneras mujeriegos. Cuando Souma la salva cuando su apartamento se incendia, le ofrece un lugar donde quedarse. Más tarde, Ryo se entera de que ha estado enamorado de ella durante mucho tiempo.

## Personajes
Ryou Fujihashi (藤橋 涼 Fujihashi Ryō?)
 Seiyū: Juri Nagatsuma
Souma Mizuno (水野 颯馬 Mizuno Sōma?)
 Seiyū: Margarine Tengu
Yuki Izumi (泉 友貴 Izumi Yūki?)
 Seiyū: Tomohito Takatsuka
Jun Hase (羽瀬 淳 Hase Jun?)
 Seiyū: Wataru Komada
Midori Watanabe (渡辺 翠 Watanabe Midori?)
 Seiyū: Mariko Honda
Ayako Shinoda (篠田 彩子 Shinoda Ayako?)
 Seiyū: Kiiro Tsukino
Megumi Sasahara (笹原 恵美 Sasahara Megumi?)
 Seiyū: Shiu Kase
Rei Hidaka (日高 玲 Hidaka Rei?)
 Seiyū: Shun'ichi Toki
Akane Matsui (松井 茜 Matsui Akane?)
 Seiyū: Sakura Nakamura

## Contenido de la obra

### Anime
En mayo de 2019, ComicFesta anunció que estaban creando una adaptación al anime, con el título Yubisaki kara Honki no Netsujō: Osana Najimi wa Shōbōshi, y se emitió del 8 de julio al 1 de septiembre de 2019 en Tokyo MX. El anime está producido por Studio Hōkiboshi, con Toshihiro Watase como director, Tombo como guionista y Katsuyuki Sato como director de animación. Al igual que las otras series de ComicFesta, se produjeron dos versiones del anime con diferentes miembros del elenco: una versión estándar para transmisión televisiva y una versión completa que incluye contenido sexual para transmisión en el sitio web de ComicFesta Anime. El tema principal es "Blazing Luv!!" por Sakuragaoka Fire Brigade, que está compuesto por los actores de voz de Souma, Yuki y Jun. La misma canción es interpretada en la versión completa por Tri Fighter, que consta del elenco de voces de la versión completa.
Se anunció y se emitió una segunda temporada del 5 de julio al 23 de agosto de 2021. El elenco y el personal volverán a repetir sus papeles.